# SunEdison
SunEdison est une entreprise américaine spécialisée dans la fabrication de matériels utilisés dans les énergies renouvelables, notamment de wafers pour centrales solaires, et dans le développement de centrales à énergies renouvelables. 

## Histoire
Son nom historique est MEMC Electronic Materials. Elle est jusqu'au milieu des années 2000, spécialisée dans l'électronique et non dans les énergies renouvelables. 
MEMC est issue d'une scission de Monsanto en 1989. Elle est par la suite rachetée par l'entreprise allemande VEBA, qui y regroupe ses activités dans l'électronique. L'entreprise est ensuite introduite en bourse en 1995, mais VEBA contrôle encore 72 % de l'entreprise en 2000. En 2001, Texas Pacific Group acquiert MEMC pour un dollar symbolique et une ligne de crédit de 150 millions de dollars. L'entreprise est lourdement restructurée, avant de redevenir rentable. 
Entre 2006 et 2008, MEMC remporte d'importants contrats pour la fabrication de wafer avec plusieurs des principales entreprises présentes dans l'énergie solaire. Elle acquiert en 2009 SunEdison, spécialisée dans le développement de centrales solaires, puis prend son nom en 2013. 
MEMC acquiert en 2011 Axio Power et Fotowatio Renewable Ventures, qui sont également spécialisées dans le développement de centrales solaires.
En 2014, SunEdison, via sa filiale TerraForm Power acquiert First Wind, une entreprise de création et de gestion de centrales à énergies renouvelables, pour 2,4 milliards de dollars,,,.
En juillet 2015, SunEdison, via sa filiale TerraForm Power acquiert Invenergy Wind, spécialisée dans le développement de centrales éoliennes, pour 2 milliards de dollars. Le même mois, SunEdison via TerraForm Power annonce l'acquisition pour 2,2 milliards de dollars Vivint Solar, une entreprise qui emploie 3 000 personnes, spécialisée dans la pose de panneaux photovoltaïques chez les particuliers. Cette dernière acquisition est annulée en mars 2016, alors que SunEdison est en importante difficulté économique. Le 21 avril 2016, la compagnie annonce sa faillite. 